# Potencial retardat
En electrodinàmica, els potencials retardats són els potencials electromagnètics per al camp electromagnètic generat per corrents elèctrics variables en el temps o distribucions de càrrega en el passat. Els camps es propaguen a la velocitat de la llum c, de manera que el retard dels camps que connecten causa i efecte en moments anteriors i posteriors és un factor important: el senyal triga un temps finit a propagar-se des d'un punt de la distribució de càrrega o corrent (el punt de la causa) a un altre punt de l'espai (on es mesura l'efecte), vegeu la figura següent.

## Calibre de Lorenz

Els vectors de posició r i r ′ utilitzats en el càlcul

El punt de partida són les equacions de Maxwell en la formulació de potencial utilitzant el calibre de Lorenz:
{\displaystyle \Box \varphi ={\dfrac {\rho }{\epsilon _{0}}}\,,\quad \Box \mathbf {A} =\mu _{0}\mathbf {J} }
on φ(r,t) és el potencial elèctric i A(r, t) és el potencial vector magnètic, per a una font arbitrària de densitat de càrrega ρ(r,t) i densitat de corrent J(r, t) i {\displaystyle \Box } és l'operador D'Alembert. La resolució d'aquests dóna els potencials retardats a continuació (tots en unitats SI).

### Per a camps que depenen del temps
Per a camps dependents del temps, els potencials retardats són:
{\displaystyle \mathrm {\varphi } (\mathbf {r} ,t)={\frac {1}{4\pi \epsilon _{0}}}\int {\frac {\rho (\mathbf {r} ',t_{r})}{|\mathbf {r} -\mathbf {r} '|}}\,\mathrm {d} ^{3}\mathbf {r} '}
{\displaystyle \mathbf {A} (\mathbf {r} ,t)={\frac {\mu _{0}}{4\pi }}\int {\frac {\mathbf {J} (\mathbf {r} ',t_{r})}{|\mathbf {r} -\mathbf {r} '|}}\,\mathrm {d} ^{3}\mathbf {r} '\,.}
on r és un punt de l'espai, t és el temps,
{\displaystyle t_{r}=t-{\frac {|\mathbf {r} -\mathbf {r} '|}{c}}}
és el temps retardat, i d3 r' és la mesura d'integració utilitzant r'.
A partir de φ(r,t) i A(r,t), els camps E(r,t) i B(r,t) es poden calcular utilitzant les definicions dels potencials:
{\displaystyle -\mathbf {E} =\nabla \varphi +{\frac {\partial \mathbf {A} }{\partial t}}\,,\quad \mathbf {B} =\nabla \times \mathbf {A} \,.}
i això condueix a les equacions de Jefimenko. Els potencials avançats corresponents tenen una forma idèntica, excepte el temps avançat
{\displaystyle t_{a}=t+{\frac {|\mathbf {r} -\mathbf {r} '|}{c}}}
substitueix el temps retardat.

## En el calibre de Coulomb
En el calibre de Coulomb, les equacions de Maxwell són
{\displaystyle \nabla ^{2}\varphi =-{\dfrac {\rho }{\epsilon _{0}}}}
{\displaystyle \nabla ^{2}\mathbf {A} -{\dfrac {1}{c^{2}}}{\dfrac {\partial ^{2}\mathbf {A} }{\partial t^{2}}}=-\mu _{0}\mathbf {J} +{\dfrac {1}{c^{2}}}\nabla \left({\dfrac {\partial \varphi }{\partial t}}\right)\,,}
encara que les solucions contrasten amb l'anterior, ja que A és un potencial retardat, però φ canvia a l'instant, donat per:
{\displaystyle \varphi (\mathbf {r} ,t)={\dfrac {1}{4\pi \epsilon _{0}}}\int {\dfrac {\rho (\mathbf {r} ',t)}{|\mathbf {r} -\mathbf {r} '|}}\mathrm {d} ^{3}\mathbf {r} '}
{\displaystyle \mathbf {A} (\mathbf {r} ,t)={\dfrac {1}{4\pi \varepsilon _{0}}}\nabla \times \int \mathrm {d} ^{3}\mathbf {r'} \int _{0}^{|\mathbf {r} -\mathbf {r} '|/c}\mathrm {d} t_{r}{\dfrac {t_{r}\mathbf {J} (\mathbf {r'} ,t-t_{r})}{|\mathbf {r} -\mathbf {r} '|^{3}}}\times (\mathbf {r} -\mathbf {r} ')\,.}
Això presenta un avantatge i un desavantatge del mesurador de Coulomb - φ és fàcilment calculable a partir de la distribució de càrrega ρ però A no és tan fàcilment calculable a partir de la distribució actual j. Tanmateix, sempre que necessitem que els potencials s'esvaeixen a l'infinit, es poden expressar clarament en termes de camps:
{\displaystyle \varphi (\mathbf {r} ,t)={\dfrac {1}{4\pi }}\int {\dfrac {\nabla \cdot \mathbf {E} (\mathbf {r} ',t)}{|\mathbf {r} -\mathbf {r} '|}}\mathrm {d} ^{3}\mathbf {r} '}
{\displaystyle \mathbf {A} (\mathbf {r} ,t)={\dfrac {1}{4\pi }}\int {\dfrac {\nabla \times \mathbf {B} (\mathbf {r} ',t)}{|\mathbf {r} -\mathbf {r} '|}}\mathrm {d} ^{3}\mathbf {r} '}